# Streckenseitige Überwachungssysteme

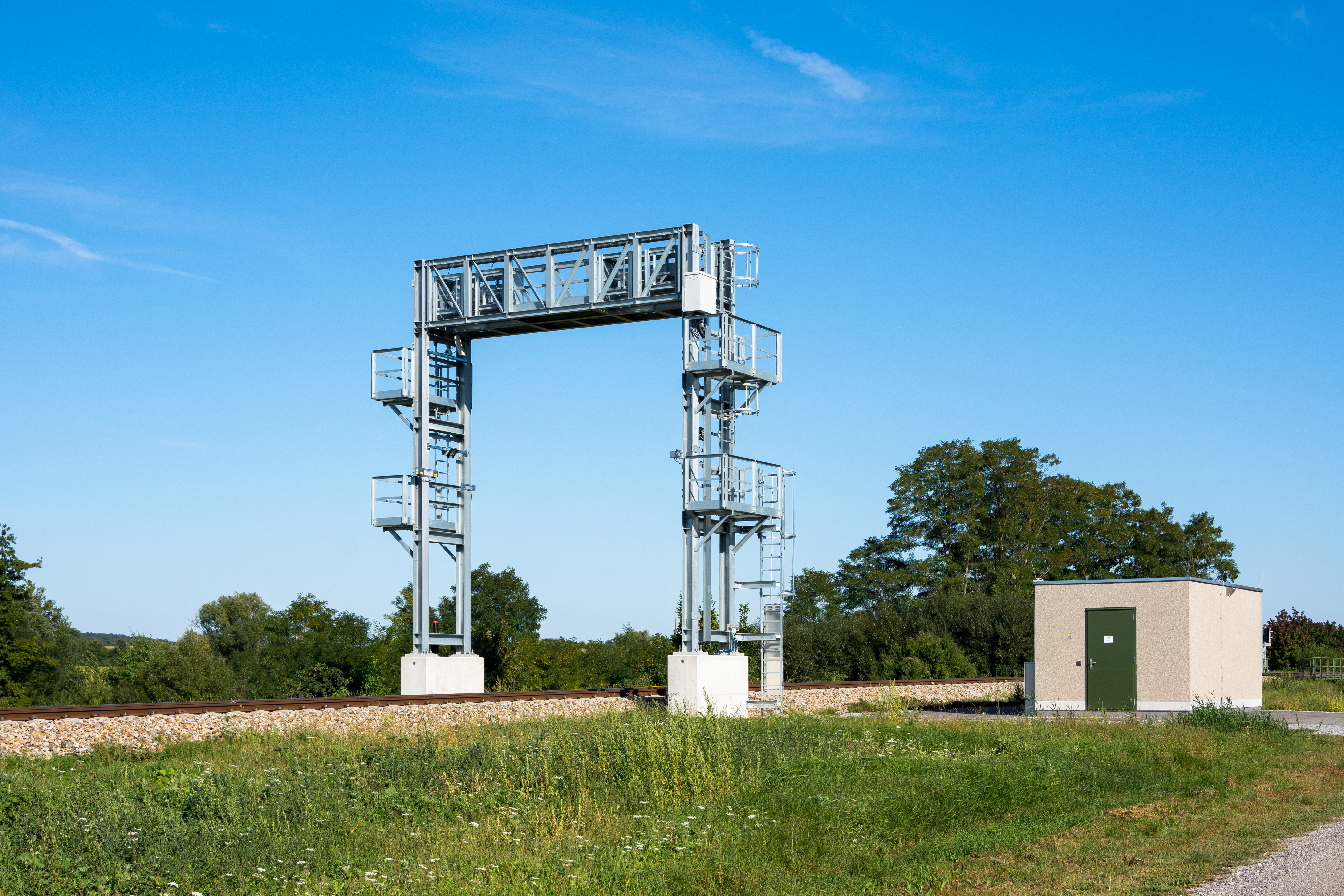
Zuglaufcheckpoint an der Mattersburger Bahn mit Heißläuferortungsanlage, Radkraftmessanlage und Lademessanlage

Streckenseitige Überwachungssysteme (englisch auch Wayside Train Monitoring System, kurz WTMS oder Wayside Monitoring System, Way-side-Diagnostik) sind Bahnanlagen, die den technischen Zustand vorbeifahrender Züge erfassen. Je nach Art des Überwachungssystems können verschiedene Zustände mit unterschiedlichen Sensoren automatisch erfasst werden Es handelt sich also um eine Technologisierung der Zugbeobachtung durch Augenschein.
In der Schweiz wird von Zugkontrolleinrichtungen (ZKE) gesprochen, in Österreich von Zuglaufcheckpoints.
Die ersten flächendeckend eingesetzten streckenseitigen Überwachungssysteme waren Heißläuferortungsanlagen.

## Motivation
Seit den Anfängen der Eisenbahn wird der betriebssichere Zustand der Züge während der Vorbeifahrt und des Aufenthalts in den Bahnhöfen durch örtliches Personal beobachtet. Das örtliche Personal kann die Züge in der Regel nur von einer Seite beobachten, daher werden die Zugbeobachtungsposten häufig alternierend festgelegt. Aufgrund höherer Streckengeschwindigkeiten, längerer Eisenbahntunnel, zunehmender Zugdichten und der Zentralisierung der Betriebsführung ist die Zugbeobachtung durch örtliches Personal nicht mehr möglich, weshalb ab den 1970er Jahren streckenseitige Überwachungssysteme installiert wurden. Mit streckenseitigen Überwachungssystemen kann die Zugbeobachtung weniger personalintensiv und damit wirtschaftlicher organisiert werden. Darüber hinaus können durch Risikoanalysen und Kosten-Nutzen-Überlegungen die Standorte und der Ausstattungsgrad der streckenseitigen Überwachungseinrichtungen auf Basis der verkehrstechnischen und baulichen Gegebenheiten optimiert werden. Insbesondere weil streckenseitige Überwachungseinrichtungen in der Lage sind, immer beide Seiten eines Zuges gleichzeitig zu überwachen und dabei auch Zustände zuverlässig zu erkennen, die selbst geschultem Personal entgehen, leisten sie einen wichtigen Beitrag zur Unfallfrüherkennung. Deshalb wird deren Einführung durch Sicherheits- und Unfalluntersuchungsbehörden in verschiedenen Ländern nach Entgleisungen oder anderen Eisenbahnunfällen empfohlen bzw. zum Teil gefordert.
Unregelmäßigkeiten an Zügen können nicht nur zu Unfällen und Verkehrsstörungen führen, sondern auch erhebliche Auswirkungen auf den Oberbau haben. So belasten beispielsweise Einzelraddefekte wie Flachstellen den Oberbau zusätzlich und führen zu einer Erhöhung des Schienenverkehrslärms.

## Bauformen
Es gibt verschiedene Bauformen von streckenseitigen Überwachungssystemen.

### Heißläufer- und Festbremsortungsanlagen
Mithilfe von Heißläufer- und Festbremsortungsanlagen (HOA/FOA, bei den Schweizerischen Bundesbahnen mit HFO abgekürzt) können schadhafte Radsatzlager und festsitzende Bremsen erfasst werden.

### Akustische Radlagerüberwachung
Um schadhafte Radsatzlager in einem frühen Schädigungsstadium zu erkennen, haben sich in den 2010er Jahren akustische Messsysteme etabliert. Dabei werden mehrere Mikrofone am Messort installiert. Mit Hilfe von Radsensoren können Position und Geschwindigkeit der Radsätze und damit der Radsatzlager bestimmt und somit die aufgenommenen Schallsignale zugeordnet werden. Durch geeignete Algorithmen können vom Normalbetrieb abweichende Schallemissionen erkannt werden.

### Radkraftmessanlagen
Radkraftmessanlagen (RMA, auch Radlastcheckpoint, RLC) sind dynamische Gleiswaagen und können ungleich verteilte Ladungen und geometrische Raddefekte (z. B. Flachstellen) feststellen. Diese Anlagen bestehen beispielsweise aus Dehnmessstreifen, die auf der neutralen Schienenachse aufgebracht sind und mit deren Hilfe die Schubspannung in der Schiene gemessen werden kann. Durch Addition der Messergebnisse der einzelnen Radkräfte eines Wagens kann auch das Gesamtgewicht bestimmt werden. Sind die entsprechenden Wagendaten hinterlegt, können Abweichungen festgestellt werden. Daraus lassen sich u. a. feststellen, wenn ein Zug mit zu wenig Bremshundertstel bzw. in der falschen Bremsreihe verkehrt.

### Lichtraummessanlagen
Lichtraummessanlagen (LMA) können Profilüberschreitungen der Fahrzeugbegrenzungslinie, beispielsweise durch verschobene Ladungen, erfassen. Sie arbeiten mit optischen Messverfahren.

### Anlagen zur Schlagdetektion
Anlagen zur Schlagdetektion (SCH) erkennen herabhängende Teile, die die Streckeninfrastruktur, wie z. B. Weichen und Eurobalisen, schädigen können.

### Anlagen zur Entgleisungsdetektion
Anlagen zur Entgleisungsdetektion (ENT) erkennen entgleiste Radsätze.

### Stromabnehmer-Überwachung

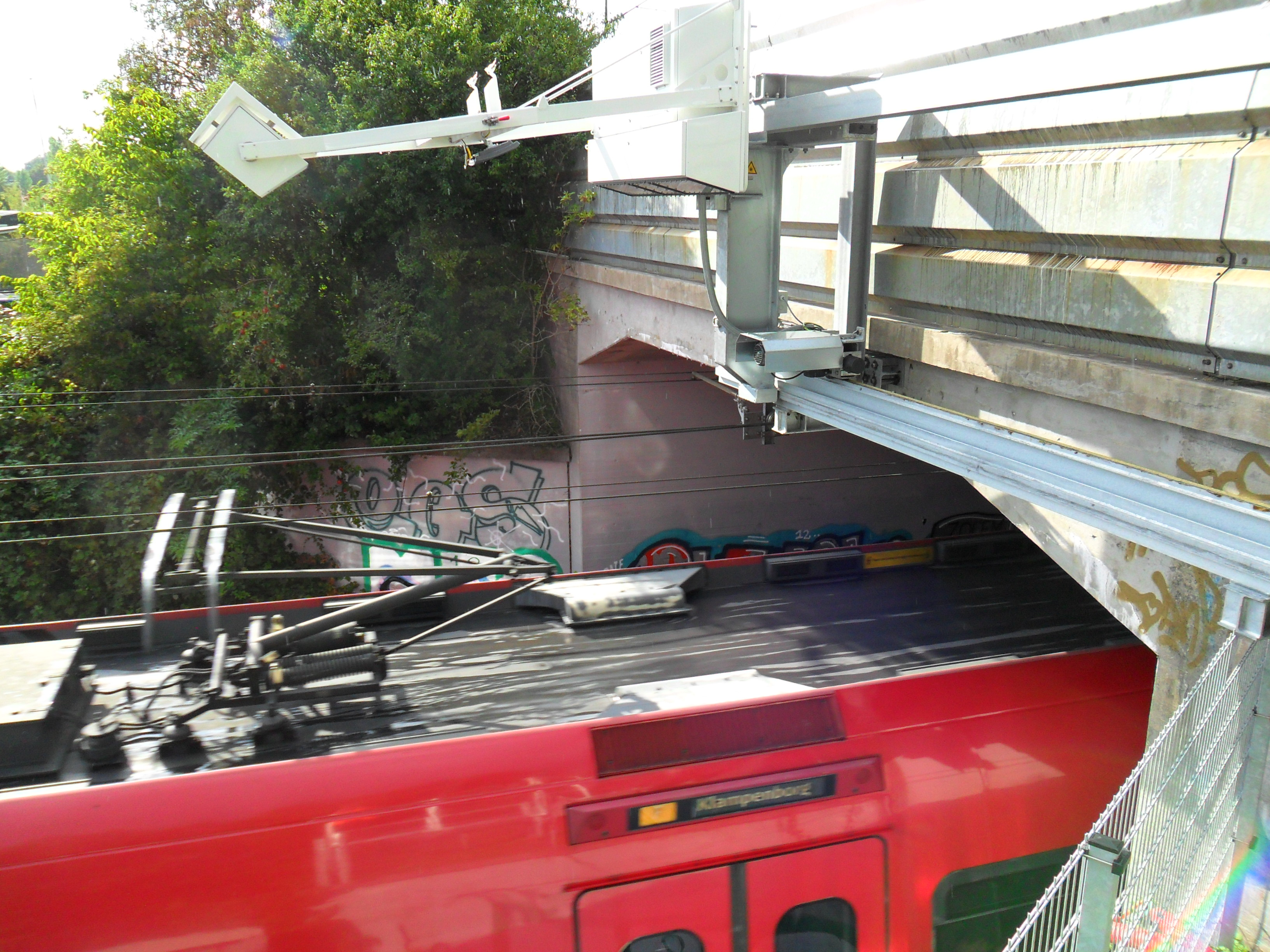
Optisches Stromabnehmermesssystem

Die ersten Systeme zur Überwachung von Stromabnehmern waren sogenannte Stromabnehmeranhubmessstellen welche den Anhub des Fahrdrahtes durch den Stromabnehmer erfassen und so defekte oder schlecht eingestellte Stromabnehmer erkennen.
Eine Weiterentwicklung stellen optische Messsysteme dar, die z. B. Daten über die Dicke bzw. Abnutzung der Schleifleiste eines Stromabnehmers erfassen können.

### Brand- und Chemieortungsanlagen
Zur Erhöhung der Sicherheit insbesondere in langen Eisenbahntunneln wurden zusätzliche Sicherheitssysteme in Form von Brand- und Chemiedetektionssystemen eingeführt. Ziel dieser Überwachungssysteme ist es, Brände und Gefahrgutaustritte bei voller Streckengeschwindigkeit bereits in der Entstehungsphase zuverlässig zu erkennen. Um diese zuverlässig zu detektieren, werden solche Überwachungssysteme in einem umhüllten Raum, d. h. einem anderen, vorgelagerten Tunnel installiert.

## Verknüpfung und Vernetzung
Verschiedene streckenseitige Überwachungssysteme können auch örtlich kombiniert und damit konzentriert werden. Hierdurch können die erfassten Sensordaten auch Verknüpft werden und dadurch die Aussagekraft der Einzelmessungen erhöht werden. Um die Zuverlässigkeit der Messungen und damit die Aussagequalität zu erhöhen, werden die streckenseitigen Überwachungssysteme in der Regel vernetzt und zentral analysiert.
Über Schnittstellen können auftretende Alarme und Warnungen an die Leit- und Sicherungstechnik weitergegeben werden, um z. B. einen Zug automatisch anzuhalten.

## Nutzen für die Instandhaltung

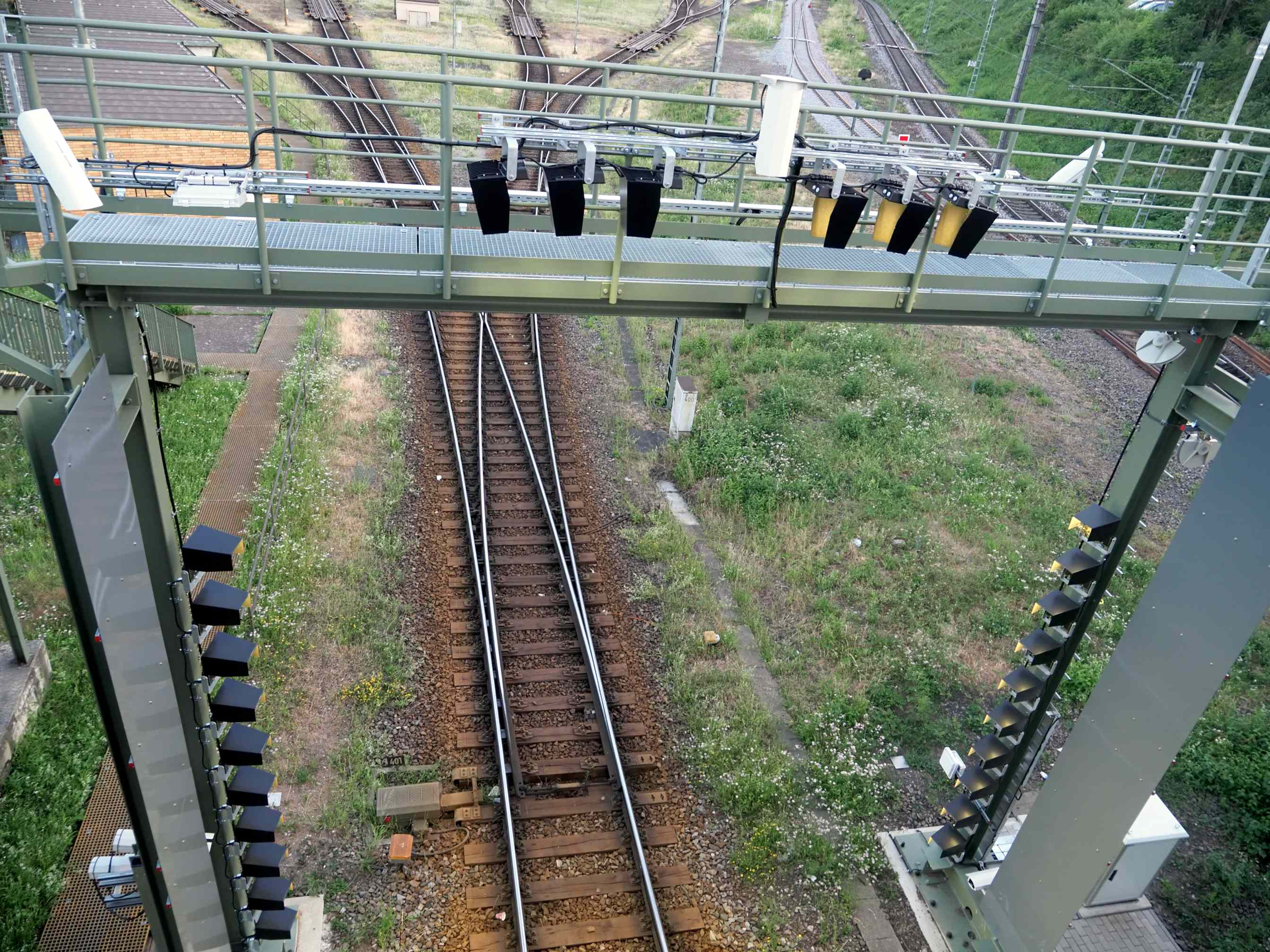
Kamerabrücke am Ablaufberg des Rangierbahnhofs Kornwestheim

Insbesondere bei den europaweit im Einsatz befindlichen Güterwagen gibt es oft nur wenige Kontaktpunkte, um den Zustand von Güterwagen und Ladung zu erfassen. Dies erfolgt in der Regel durch eine Prüfung durch einen Wagenmeister vor der Abfahrt des Zuges. Durch streckenseitige Überwachungssysteme erfasste Daten können Schienenfahrzeughalter den Zustand der Schienenfahrzeuge im laufenden Betrieb überwachen und dadurch die Voraussetzung für eine zustandsorientierte Instandhaltung (engl. condition-based maintenance, CBM) und darauf aufbauend eine vorausschauende Instandhaltung (engl. predictive maintenance) geschaffen werden. Die erfassten Daten aus dem täglichen Betrieb dienen dabei zur rechtzeitigen Erkennung von vorher definierten Abnutzungsgrenzwerten.
So wurden beispielsweise von DB Cargo im Rahmen der Projekte „Digitale Diagnostik Güterwagen“ (DDG) und „Automatisierte Schaderkennung am Güterwagen“ (ASaG) bis 2022 deutschlandweit an acht Standorten 13 Kamerabrücken zur Diagnose von Güterwagen installiert. Dabei werden bei jeder Durchfahrt mit Kameras aus verschiedenen Perspektiven hochauflösende Bilder erzeugt. Die Mitarbeiter nutzen eine eigens entwickelte Befundungssoftware, um die Bilder auszuwerten. Dabei werden die entdeckten Schäden markiert und den entsprechenden standardisierten Schadcodes zugeordnet. Im Anschluss erfolgt die automatisierte Überführung der Daten in den Werkstattauftrag. Durch die Kategorisierung der Bilder anhand von Schadcodes können Algorithmen trainiert werden, die zukünftig mit Methoden der Künstlichen Intelligenz Schäden automatisiert erkennen und so die Mitarbeiter unterstützen.
Hierfür ist aber eine automatische und zuverlässige Fahrzeugidentifikation notwendig. In Europa etabliert sich dazu seit Mitte der 2010er-Jahre die passive RFID-Technologie.